# Agnurodesmus thrixophor
Agnurodesmus thrixophor är en mångfotingart som beskrevs av Chamberlin 1923. Agnurodesmus thrixophor ingår i släktet Agnurodesmus och familjen Cyrtodesmidae. Inga underarter finns listade i Catalogue of Life.